# Orizaba
Orizaba est une ville de l'État de Veracruz, chef-lieu de la municipalité de même nom, au Mexique. Peuplée de 117 273 habitants (2005), elle est située près de Río Blanco et Ixtaczoquitlán. Elle est située à 1230 m d'altitude, au pied du volcan du même nom, le Pic d'Orizaba, ce dernier étant le point culminant du Mexique à 5675 m.

## Géographie

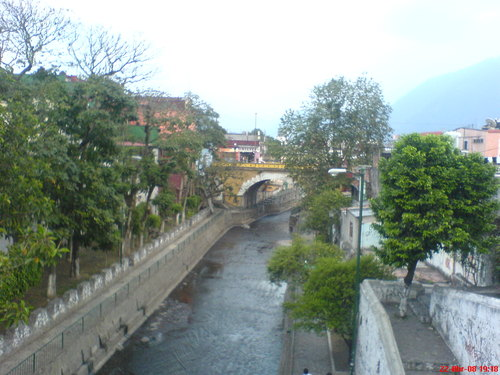
Río Orizaba

La ville d'Orizaba est située sur la rive nord de la rivière Río Blanco, principal affluent nord du fleuve Río Papaloapan. Elle est traversée par deux affluents du Río Blanco, le Río Orizaba à l'ouest et le Río Totolitos à l'est, qui confluent sur son territoire. Elle est établie sur les contreforts de la chaîne de montagnes de la Sierra Madre orientale, son altitude étant de 1230 mètres. Elle est située à une vingtaine de kilomètres au sud-est du Pic d'Orizaba, qui culmine à 5675 mètres d'altitude.
Cœur d'une longue zone de conurbation, elle est le centre de la Zona metropolitana de Orizaba (es), qui est composée des municipalités de Orizaba, Ixtaczoquitlán, Camerino Z. Mendoza, Río Blanco, Nogales, Mariano Escobedo, Ixhuatlancillo, Rafael Delgado, Atzacan, Maltrata, Huiloapan de Cuauhtémoc et Tlilapan, pour une population totale de 465 175 habitants.

## Climat
La ville d'Orizaba a un climat tropical, tempéré par l'altitude. Deux saisons se succèdent : la saison sèche, de novembre à avril voire mai et la saison humide de juin à fin septembre ou début octobre. Comme la ville n'est située qu'à une centaine de kilomètres du Golfe du Mexique, la ville peut recevoir de très grosses quantités de précipitations à l'occasion des cyclones, plutôt en fin de saison des pluies. Ce fut le cas en 2007 avec le cyclone Dean[1] et en 1996 avec le cyclone Dolly[2]. Les températures maximales sont comprises entre 21 et 26 degrés selon les saisons alors que les températures minimales sont comprises entre 10 et 16 degrés.
| Mois                              | jan. | fév. | mars | avril | mai  | juin  | jui.  | août  | sep. | oct.  | nov. | déc. |
| --------------------------------- | ---- | ---- | ---- | ----- | ---- | ----- | ----- | ----- | ---- | ----- | ---- | ---- |
| Température minimale moyenne (°C) | 10   | 11   | 13   | 14    | 16   | 16    | 15    | 15    | 16   | 14    | 12   | 11   |
| Température maximale moyenne (°C) | 21   | 22   | 24   | 24    | 25   | 26    | 25    | 25    | 24   | 24    | 23   | 22   |
| Précipitations (mm)               | 31,2 | 26,8 | 19,1 | 43,7  | 57,9 | 196,3 | 186,7 | 202,8 | 216  | 127,1 | 51,5 | 33,8 |

## Histoire
En 1774, Orizaba obtient du roi d'Espagne Charles III le statut de "villa". En 1776 elle obtient de la même manière le droit d'avoir des armoiries.
En 1797-1798, la ville est brièvement capitale de la vice-royauté de Nouvelle-Espagne.
En 1812, lors de la guerre d'indépendance du Mexique, la ville est prise par les troupes de José María Morelos, partisan du roi d'Espagne déchu Ferdinand VII, face aux troupes espagnoles soutenant Joseph Ier, placé sur le trône d'Espagne par l'empereur français Napoléon Ier en 1808.
En 1830, la ville obtient le statut de "ciudad".
En 1836, Lucas Alamán y Escalada fonda la première usine textile de la ville, nommée Cocolapan.
De 1874 à 1885, la ville d'Orizaba est capitale de l'État de Veracruz, sur décision de son gouverneur Apolinar Castillo (es). Le général et gouverneur Juan de la Luz Enríquez Lara (es) déplace à nouveau la capitale à Xalapa,.
En 1887, la municipalité d'Orizaba absorbe sa voisine Barrio Nuevo.
En 1914, le gouverneur de l'État de Veracruz Cándido Aguilar (es) déplace à nouveau la capitale de l'État à Orizaba. En 1916, son successeur provisoire Miguel Aguilar (es) la déplace à Córdoba,.
La ville est touchée par un puissant séisme le 28 août 1973.

## Transports
La ville est traversée par la route fédérale 150, correspondant dans le tissu urbain à l'avenue Oriente 6. Plus sud, sur l'autre rive du Río Blanco, passe la route fédérale 150D.
Elle également traversée par l'une des voies de chemin de fer reliant Mexico à Veracruz, le Ferrocarril México-Veracruz (es), détenu par la compagnie Ferromex. Construite en plusieurs étapes au cours de XIXe siècle, elle est familièrement dénommée El Jarocho.

## Patrimoine
- La cathédrale San Miguel Arcángel, édifiée par des frères franciscains entre 1692 et 1720, et remaniée au XIXe siècle. Elle présente en son premier état un style baroque, notamment pour ses chapelles latérales. Ses reprises au XIXe siècle, entre autres son clocher, présentent un style néoclassique. Son plan est de type basilical, avec trois nefs[9].
- L'église Nuestra Señora del Carmen, bâtie en 1735 dans un style baroque, en tant que couvent des Carmes déchaussés. En annexe se trouve le couvent San Juan de la Cruz, actuel siège de l'évêché d'Orizaba[10].
- Le couvent franciscain San José de Gracia, dont l'église date de 1799. Les bâtiments conventuels datent dans leur état actuel de 1803-1828. Le couvent a été fermé après les réformes de Benito Juárez visant à séparer l'Église et l'État, en 1860[11].
- Le Palacio de Hierro, ou Palais de Fer, ancien siège de la municipalité, aujourd'hui converti en musée. L'édifice a été commandé en 1891 par le maire d'Orizaba, Julio M. Vélez, à la Societé Anonyme des Forges d’Aiseau, qui en confia la réalisation à Gustave Eiffel. L'édifice a été construit l'année suivante, en 1892 et inauguré en 1884[12].
- L'actuel Palais municipal, construit entre 1903 et 1905, dans un style néoclassique[13].

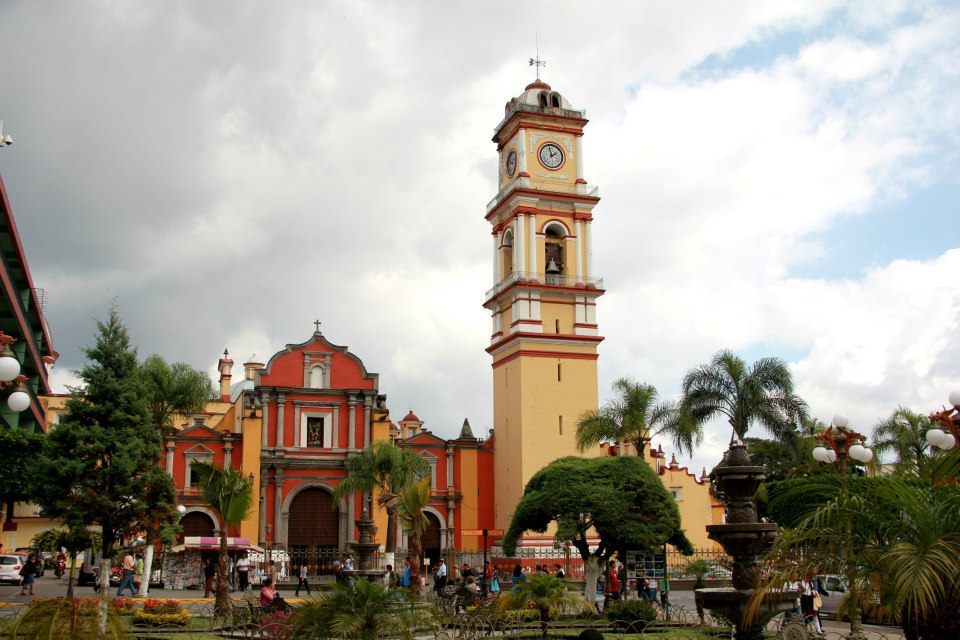
Cathédrale San Miguel Arcángel
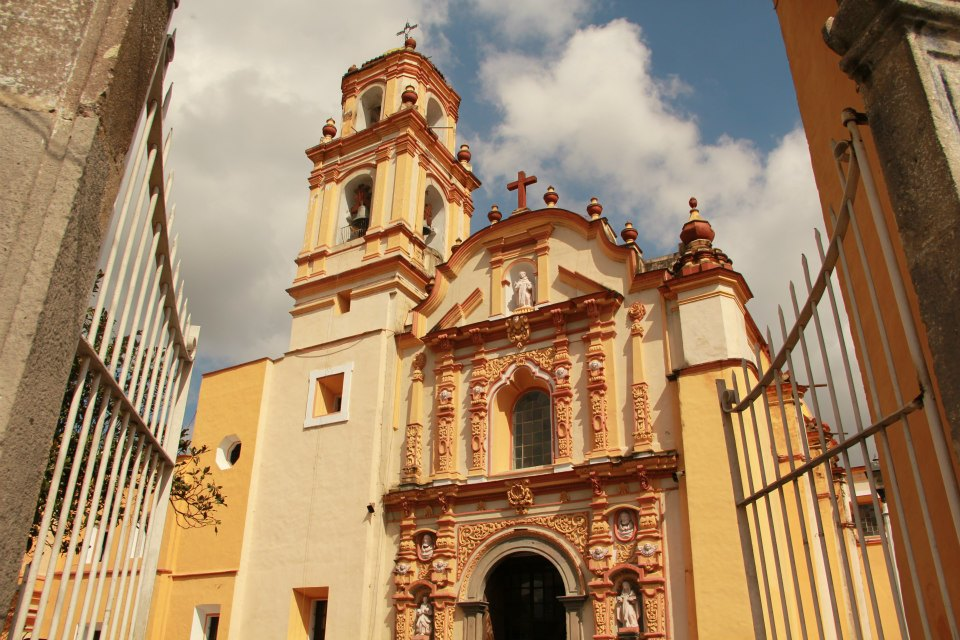
Église Nuestra Señora del Carmen
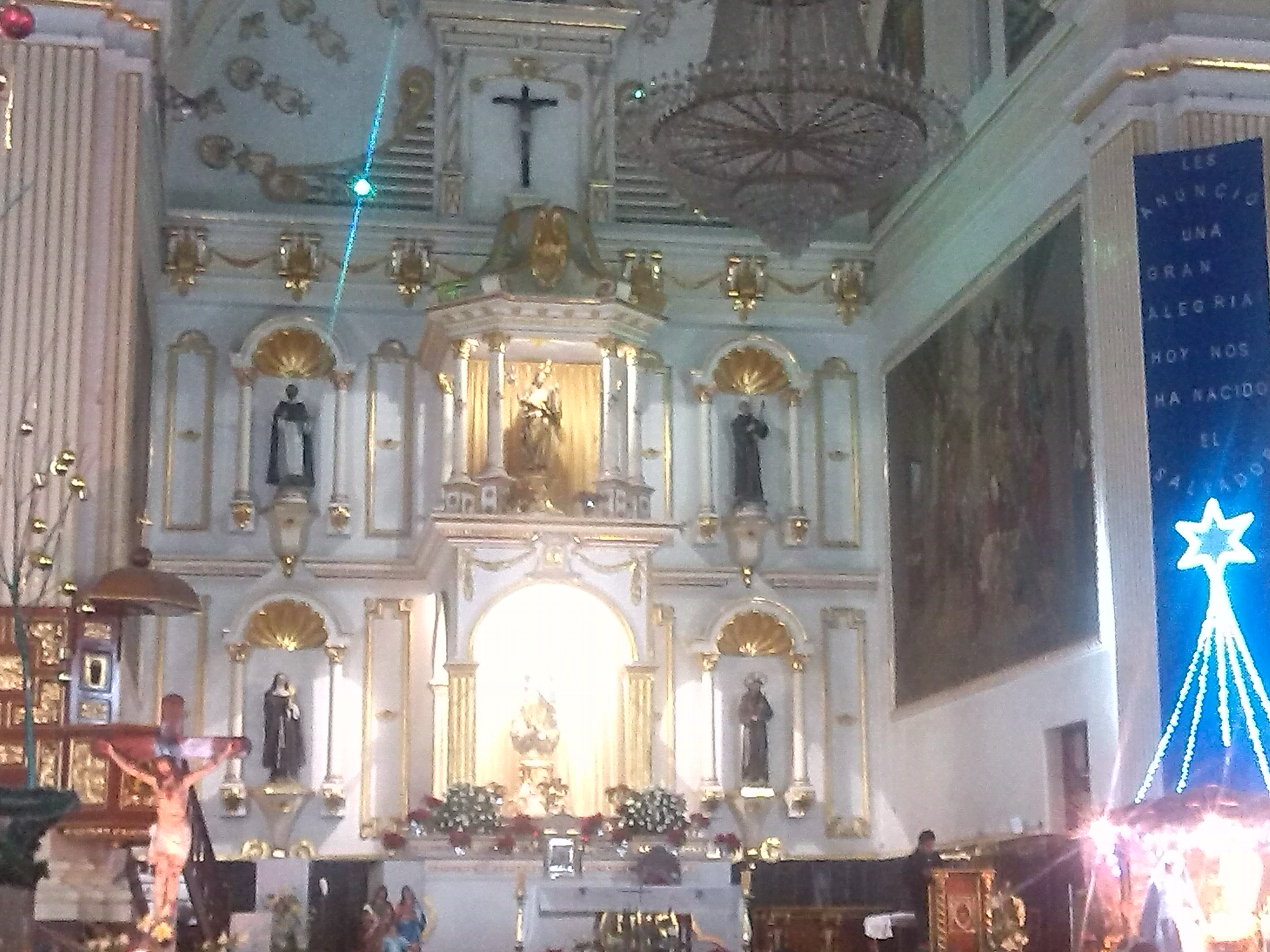
Intérieur de l'église San José Gracia
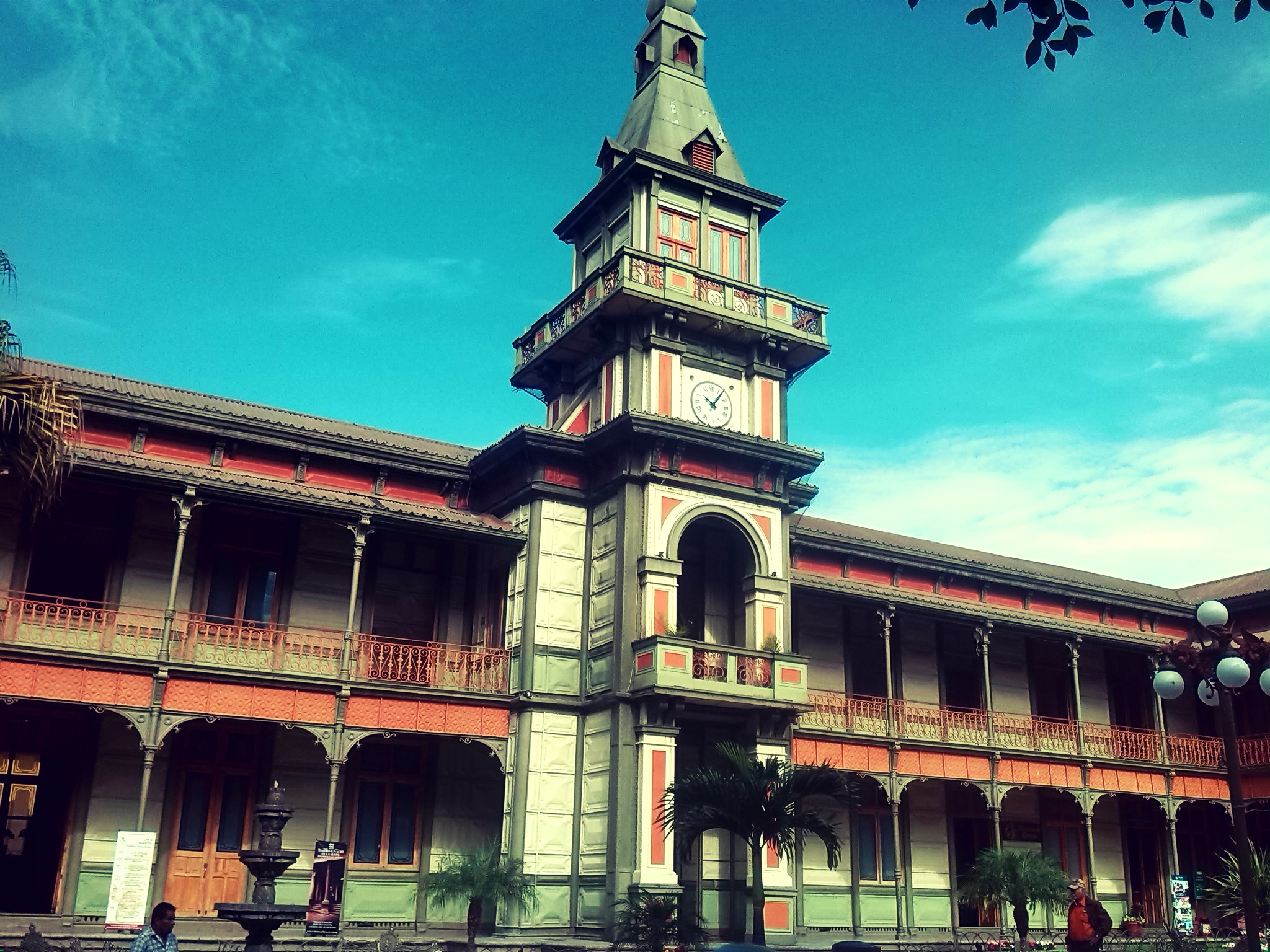
Palacio de Hierro
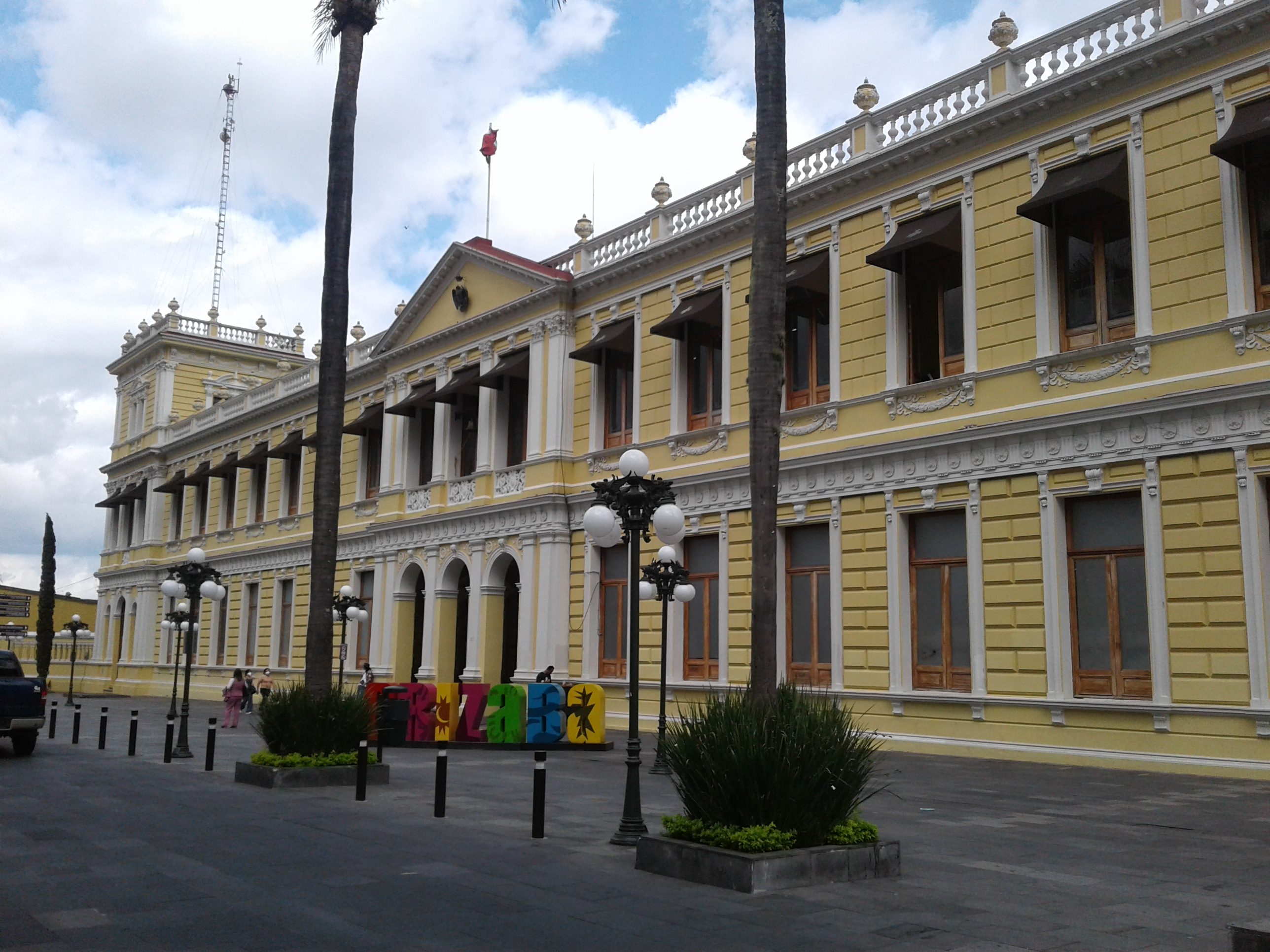
Actuel Palais municipal

## Évêché
- Diocèse d'Orizaba
- Cathédrale d'Orizaba

## Personnalités liées à la ville
- Lucrecia Toriz Orda (1867-1962), née à Orizaba, militante ouvrière ayant eu rôle dirigeant lors de l'importante grève de Río Blanco (es).